# Saint-Jean-de-Rebervilliers
Pour les articles homonymes, voir Saint-Jean.
Saint-Jean-de-Rebervilliers est une commune française située dans le département d'Eure-et-Loir en région Centre-Val de Loire.

## Géographie

### Situation
Située dans la région naturelle du Thymerais, la commune est presque entourée par la forêt domaniale de Châteauneuf. Le village se situe à près de 2 km au nord du chef-lieu dont il dépend, Châteauneuf-en-Thymerais, avec lequel son histoire est intimement liée.

Situation géographique
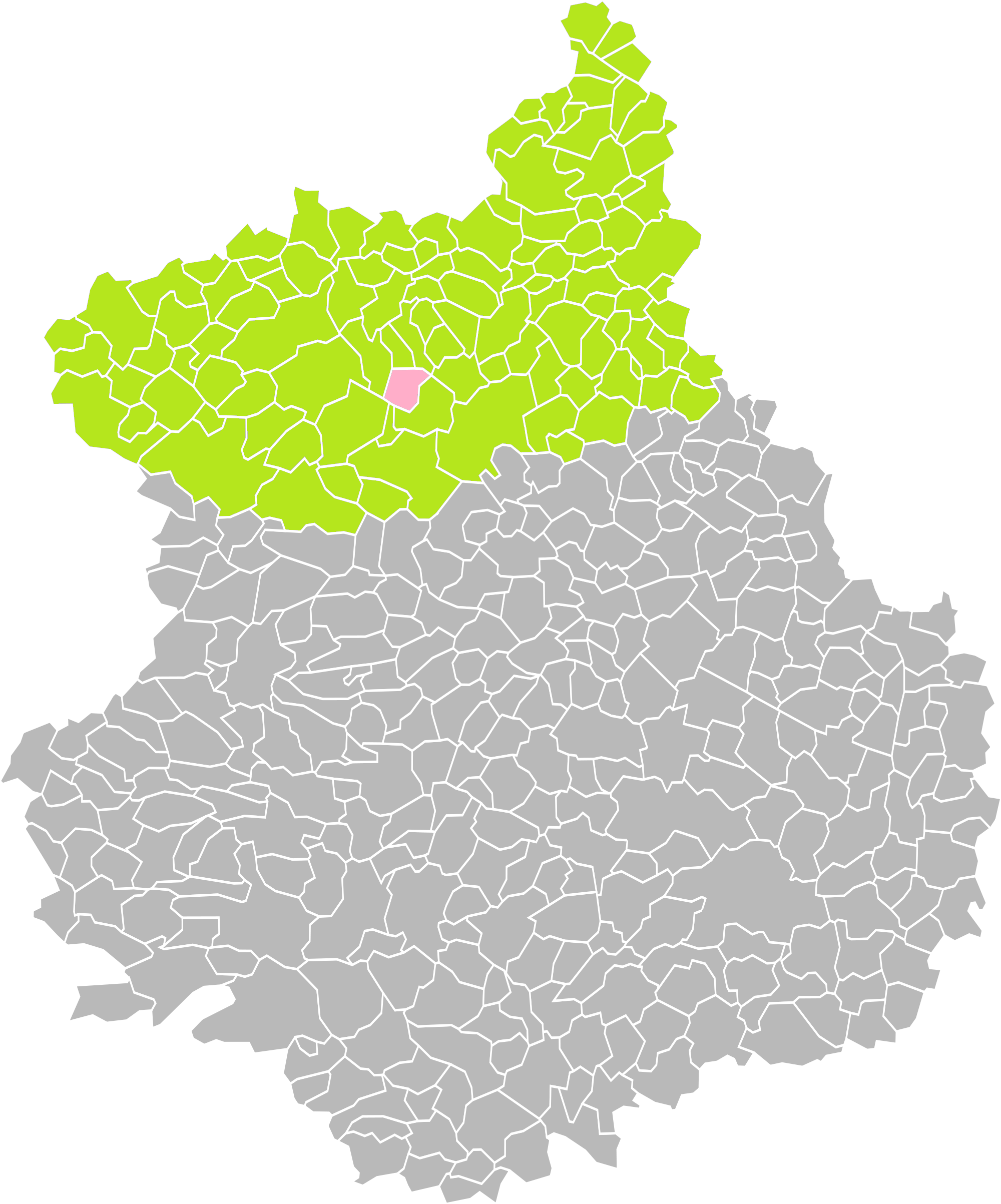
Saint-Jean-de-Rebervilliers dans son arrondissement.
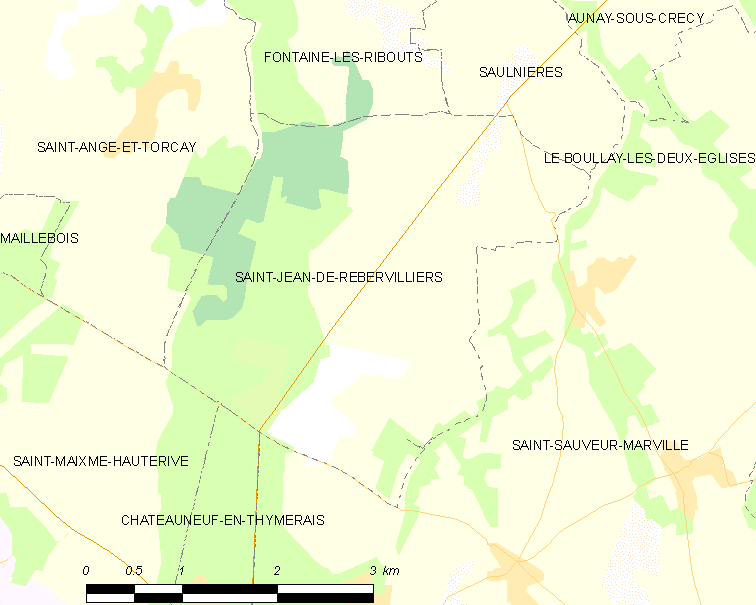
Carte de la commune de Saint-Jean-de-Rebervilliers.

### Communes limitrophes

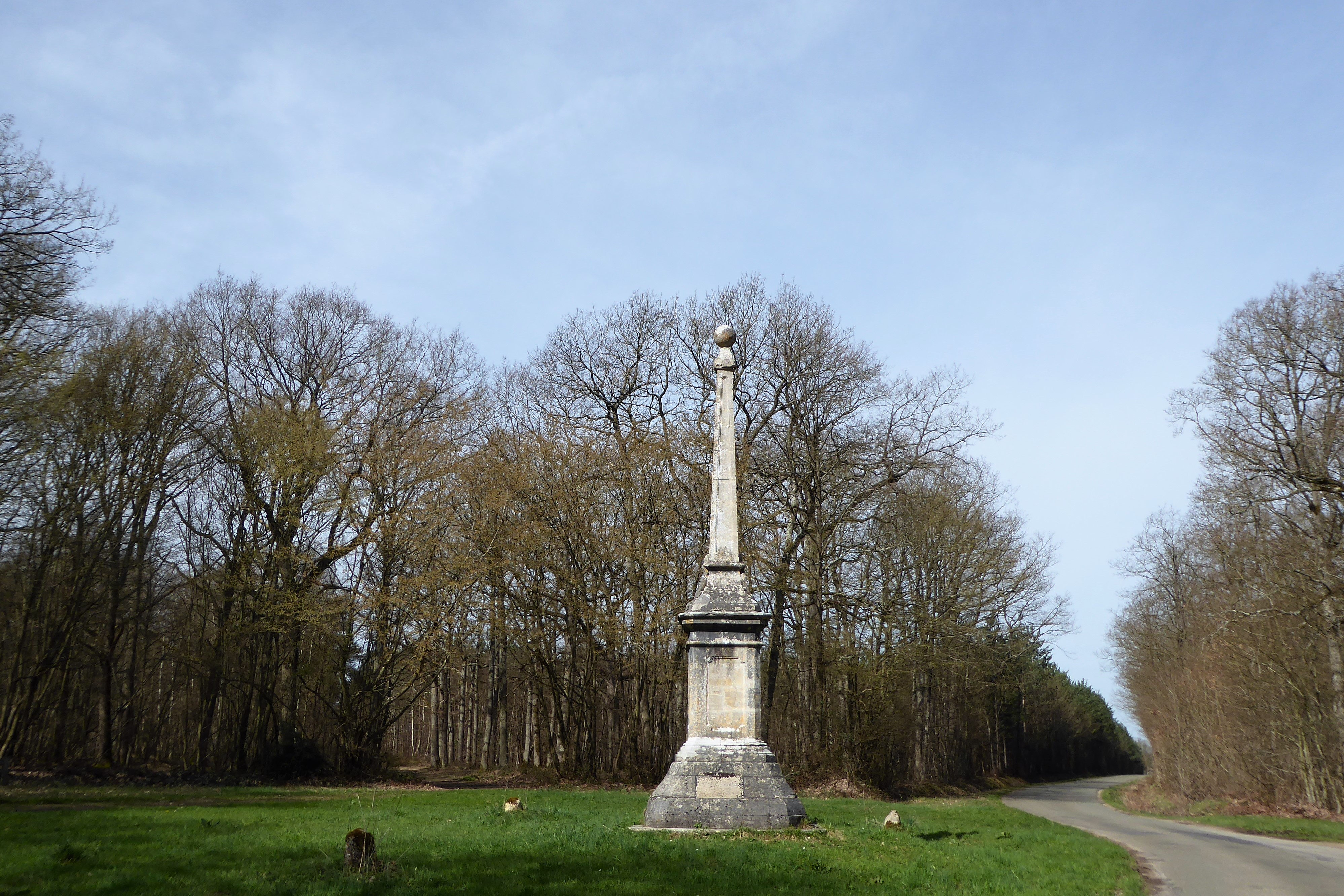
La pyramide du rond de France, délimitant les communes de Saint-Maixme-Hauterive, Châteauneuf-en-Thymerais et Saint-Jean-de-Rebervilliers.

| Saint-Ange-et-Torçay   | Fontaine-les-Ribouts                | Saulnières                  |
|                        | Saint-Jean-de-Rebervilliers         | Le Boullay-les-Deux-Églises |
| Saint-Maixme-Hauterive | Châteauneuf-en-Thymerais (par D928) | Saint-Sauveur-Marville      |

### Voies de communication et transports

#### Accès routier
La commune se situe sur l'axe routier constitué par la D 928 qui relie Dreux, desservie par la RN 12, à Nogent-le-Rotrou. La commune est également le point de départ de la D 323 qui la relie au hameau de Levasville de Saint-Sauveur-Marville.

### Climat
Pour des articles plus généraux, voir Climat du Centre-Val de Loire et Climat d'Eure-et-Loir.
En 2010, le climat de la commune est de type climat océanique dégradé des plaines du Centre et du Nord, selon une étude du CNRS s'appuyant sur une série de données couvrant la période 1971-2000. En 2020, Météo-France publie une typologie des climats de la France métropolitaine dans laquelle la commune est dans une zone de transition entre le climat océanique et le climat océanique altéré et est dans la région climatique  Sud-ouest du bassin Parisien, caractérisée par une faible pluviométrie, notamment au printemps (120 à 150 mm) et un hiver froid (3,5 °C). 
Pour la période 1971-2000, la température annuelle moyenne est de 10,5 °C, avec une amplitude thermique annuelle de 14,5 °C. Le cumul annuel moyen de précipitations est de 658 mm, avec 11 jours de précipitations en janvier et 8 jours en juillet. Pour la période 1991-2020, la température moyenne annuelle observée sur la station météorologique de Météo-France la plus proche, « Thimert », sur la commune de Thimert-Gâtelles à 5 km à vol d'oiseau, est de 11,4 °C et le cumul annuel moyen de précipitations est de 634,8 mm,. Pour l'avenir, les paramètres climatiques de la commune estimés pour 2050 selon différents scénarios d'émission de gaz à effet de serre sont consultables sur un site dédié publié par Météo-France en novembre 2022.

## Urbanisme

### Typologie
Au 1er janvier 2024, Saint-Jean-de-Rebervilliers est catégorisée commune rurale à habitat dispersé, selon la nouvelle grille communale de densité à 7 niveaux définie par l'Insee en 2022.
Elle est située hors unité urbaine et hors attraction des villes,.

### Occupation des sols
L'occupation des sols de la commune, telle qu'elle ressort de la base de données européenne d’occupation biophysique des sols Corine Land Cover (CLC), est marquée par l'importance des territoires agricoles (64,5 % en 2018), une proportion identique à celle de 1990 (64,5 %). La répartition détaillée en 2018 est la suivante : 
terres arables (56,6 %), forêts (35,5 %), zones agricoles hétérogènes (8 %). L'évolution de l’occupation des sols de la commune et de ses infrastructures peut être observée sur les différentes représentations cartographiques du territoire : la carte de Cassini (XVIIIe siècle), la carte d'état-major (1820-1866) et les cartes ou photos aériennes de l'IGN pour la période actuelle (1950 à aujourd'hui).

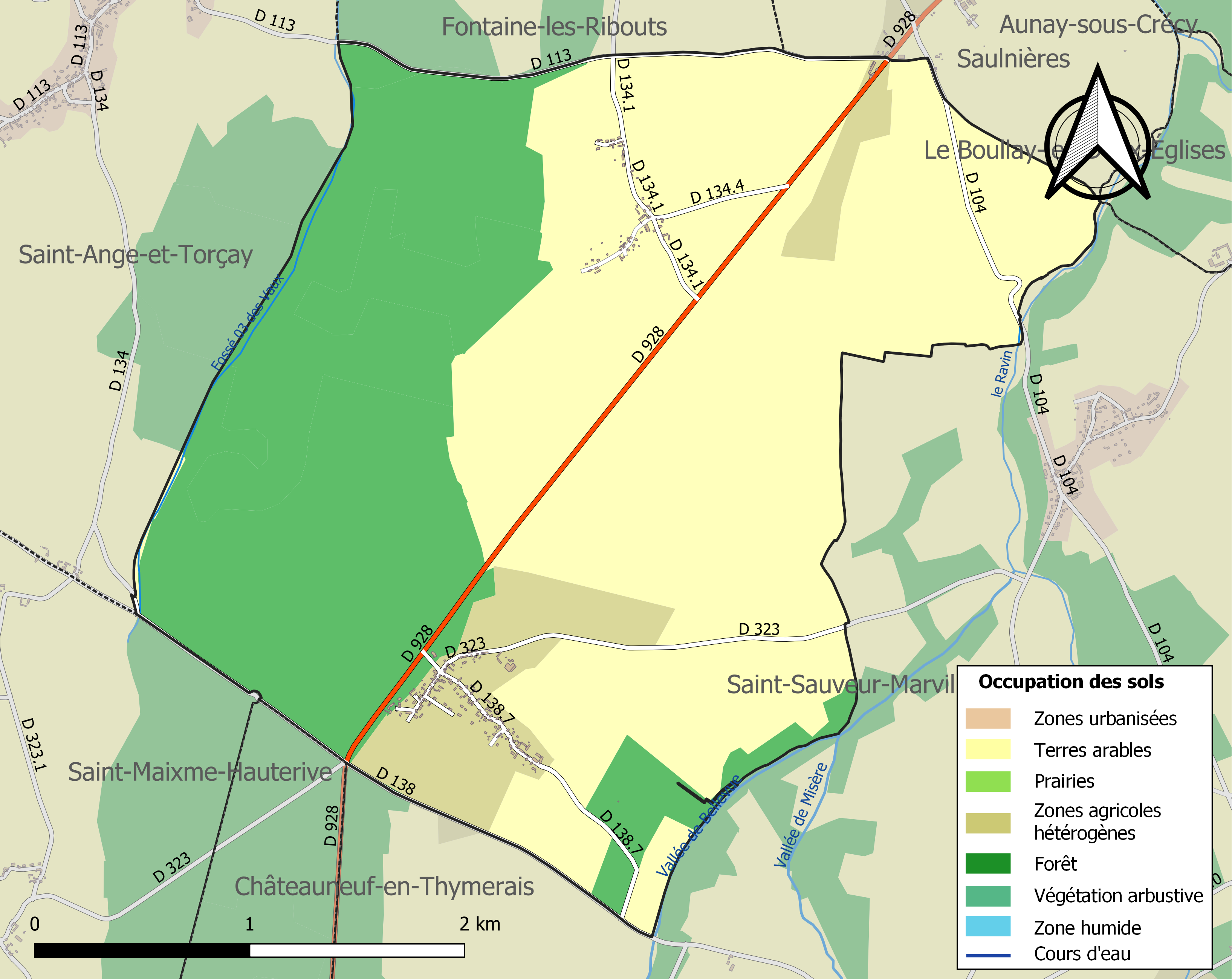
Carte des infrastructures et de l'occupation des sols de la commune en 2018 (CLC).

### Risques majeurs
Le territoire de la commune de Saint-Jean-de-Rebervilliers est vulnérable à différents aléas naturels : météorologiques (tempête, orage, neige, grand froid, canicule ou sécheresse), inondationset séisme (sismicité très faible). Il est également exposé à un risque technologique, le transport de matières dangereuses. Un site publié par le BRGM permet d'évaluer simplement et rapidement les risques d'un bien localisé soit par son adresse soit par le numéro de sa parcelle.

#### Risques naturels
Certaines parties du territoire communal sont susceptibles d’être affectées par le risque d’inondation par débordement de cours d'eau, notamment La commune a été reconnue en état de catastrophe naturelle au titre des dommages causés par les inondations et coulées de boue survenues en 1999,.

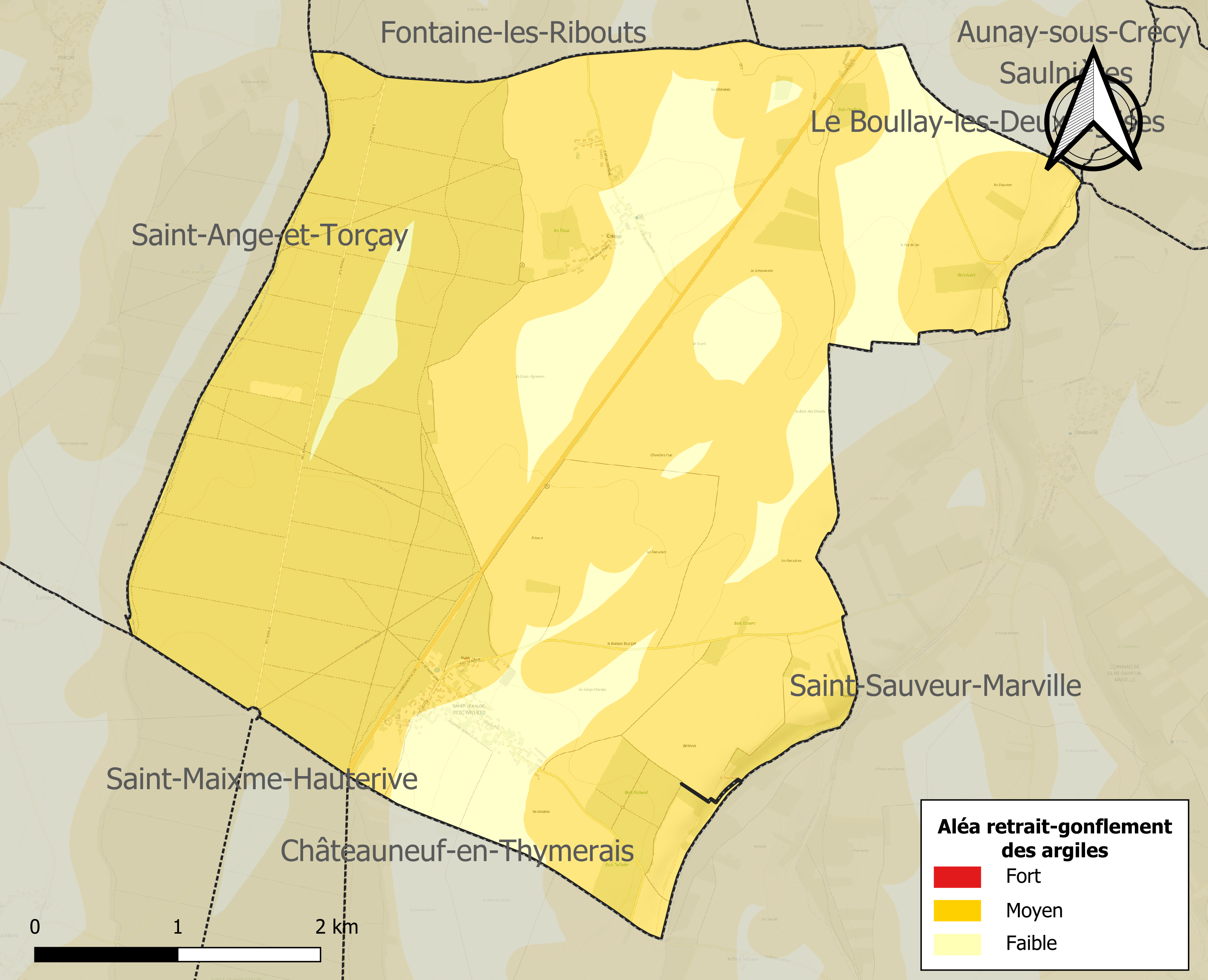
Carte des zones d'aléa retrait-gonflement des sols argileux de Saint-Jean-de-Rebervilliers.

Le retrait-gonflement des sols argileux est susceptible d'engendrer des dommages importants aux bâtiments en cas d’alternance de périodes de sécheresse et de pluie. 81 % de la superficie communale est en aléa moyen ou fort (52,8 % au niveau départemental et 48,5 % au niveau national). Sur les 119 bâtiments dénombrés sur la commune en 2019, 62 sont en aléa moyen ou fort, soit 52 %, à comparer aux 70 % au niveau départemental et 54 % au niveau national. Une cartographie de l'exposition du territoire national au retrait gonflement des sols argileux est disponible sur le site du BRGM,.
Concernant les mouvements de terrains, la commune a été reconnue en état de catastrophe naturelle au titre des dommages causés par des mouvements de terrain en 1999.

#### Risques technologiques
Le risque de transport de matières dangereuses sur la commune est lié à sa traversée par des infrastructures routières ou ferroviaires importantes ou la présence d'une canalisation de transport d'hydrocarbures. Un accident se produisant sur de telles infrastructures est en effet susceptible d’avoir des effets graves au bâti ou aux personnes jusqu’à 350 m, selon la nature du matériau transporté. Des dispositions d’urbanisme peuvent être préconisées en conséquence.

## Toponymie
Le village de Saint-Jean-de-Rebervilliers est géographiquement divisé en deux : le cœur de village de Saint-Jean et son hameau de Criloup.
Saint-Jean est un hagiotoponyme, attesté sous la forme S. Jehan en 1521, faisant référence à la chapelle consacrée à Jean le Baptiste.
À l'origine du village, nous trouvons Rebervillers, le « domaine du rouvre » : sans doute une villa romaine, à l'instar du village proche de Brouvilliers sur la commune de Saint-Maixme-Hauterive.

## Histoire

### Ancien Régime
Le Thymerais fut brûlé à deux reprises (1169 et 1173) par Henri II d'Angleterre. C'est à cette occasion que le village de Rebervillers disparut.
Les habitants rebâtirent un nouveau village qui prit le nom de Villeneuve-de-Rebervilliers. Le village n'était plus localisé à son emplacement d'origine, mais 500 m plus loin. La raison de ce déplacement était une petite chapelle romane dépendant de la proche abbaye de Saint-Vincent-aux-Bois à Saint-Maixme-Hauterive.
La chapelle étant consacrée à saint Jean, le nouveau village finit par inclure ce nom dans son toponyme.

### Époque contemporaine

#### XIXesiècle
- 1836 : « Une tentative d'assassinat, avec un commencement d'exécution et suivie d'un vol d'argent et de divers effets, a eu lieu, dans la nuit du 1er février courant, sur la personne et au préjudice de la dame Lefeu, demeurant dans la commune de Saint-Jean-de-Rebervilliers, et les auteurs de ces crimes ont été arrêtés le même jour par la brigade de Châteauneuf, pendant qu'ils étaient en fuite et encore porteurs de l'argent et des effets volés »[21].

#### XXesiècle
- 2003 : entre dans la communauté de communes du Thymerais
- 2014 : intègre la communauté d'agglomération du Pays de Dreux

## Politique et administration
Saint-Jean-de-Rebervilliers est l'une des communes qui composent le canton de Saint-Lubin-des-Joncherets qui appartient à l'arrondissement de Dreux. Elle fait partie de la communauté d'agglomération du Pays de Dreux.

### Liste des maires
| Période        | Période        | Identité          | Étiquette | Qualité      |
| -------------- | -------------- | ----------------- | --------- | ------------ |
| 1996           | 2008           | Michel Barré      | MPF       |              |
| 2008           | 3 juillet 2020 | Josiane Champagne | SE        | Contremaître |
| 3 juillet 2020 | En cours       | Caroline Barré    |           |              |

## Population et société

### Démographie
L'évolution du nombre d'habitants est connue à travers les recensements de la population effectués dans la commune depuis 1793. Pour les communes de moins de 10 000 habitants, une enquête de recensement portant sur toute la population est réalisée tous les cinq ans, les populations de référence des années intermédiaires étant quant à elles estimées par interpolation ou extrapolation. Pour la commune, le premier recensement exhaustif entrant dans le cadre du nouveau dispositif a été réalisé en 2008.

En 2022, la commune comptait 243 habitants, en évolution de +3,4 % par rapport à 2016 (Eure-et-Loir : −0,23 %, France hors Mayotte : +2,11 %).
| 1793 | 1800 | 1806 | 1821 | 1831 | 1836 | 1841 | 1846 | 1851 |
| ---- | ---- | ---- | ---- | ---- | ---- | ---- | ---- | ---- |
| 273  | 327  | 343  | 312  | 338  | 311  | 306  | 316  | 325  |

| 1856 | 1861 | 1866 | 1872 | 1876 | 1881 | 1886 | 1891 | 1896 |
| ---- | ---- | ---- | ---- | ---- | ---- | ---- | ---- | ---- |
| 299  | 284  | 271  | 240  | 270  | 263  | 271  | 270  | 257  |

| 1901 | 1906 | 1911 | 1921 | 1926 | 1931 | 1936 | 1946 | 1954 |
| ---- | ---- | ---- | ---- | ---- | ---- | ---- | ---- | ---- |
| 236  | 210  | 189  | 185  | 193  | 182  | 182  | 152  | 147  |

| 1962 | 1968 | 1975 | 1982 | 1990 | 1999 | 2006 | 2008 | 2013 |
| ---- | ---- | ---- | ---- | ---- | ---- | ---- | ---- | ---- |
| 115  | 92   | 103  | 118  | 161  | 181  | 211  | 220  | 231  |

| 2018 | 2022 | - | - | - | - | - | - | - |
| ---- | ---- | - | - | - | - | - | - | - |
| 248  | 243  | - | - | - | - | - | - | - |

## Culture locale et patrimoine

### Lieux et monuments
- La chapelle de Criloup : sommairement décrite en 1853 dans l'état des lieux demandé par le conseil général d'Eure-et-Loir[26], elle fut détruite en 1936 faute de moyens pour sa restauration[27].
- L'église Saint-Jean : elle se compose d'une nef romane qui subit deux phases d'agrandissements au niveau du chœur aux alentours du XVe siècle. Un plan sommaire en a été fait en 1853[26]. Sa cloche daterait de 1763[28].

L'église a été fermée en 2010 pour raisons de sécurité. La commune ne voulant pas perdre son dernier édifice historique, des travaux de restauration du chœur ont été lancés à l'hiver 2012.

### Héraldique
| Blason de Saint-Jean-de-Rebervilliers | Blason  | D'azur à trois fleurs de lys d'or surmontées d'un lambel d'argent.                            |
| Blason de Saint-Jean-de-Rebervilliers | Détails | La commune utilise le blason de l'Orléanais. Le statut officiel du blason reste à déterminer. |